# Anthony Joshua
 Anthony Oluwafemi Olaseni Joshua (nacido el 15 de octubre de 1989) es un boxeador profesional británico. Ha sido dos veces campeón mundial de peso pesado de la IBF, supercampeón de la WBA, campeón de la IBO y campeón de la WBO.
Como boxeador amateur, representó a Gran Bretaña en los Juegos Olímpicos de 2012, ganando la medalla de oro en la división superpesado; también sería representante de Inglaterra en Campeonato mundial de 2011, obteniendo la medalla de plata.
En abril de 2017, fue consagrado como el mejor peso pesado del momento por la Transnational Boxing Rankings Board y por Boxrec. Es el segundo boxeador británico en haber obtenido la medalla de oro en los Juegos Olímpicos y también un cinturón de campeón mundial, después de James DeGale. Ha sido el más reciente boxeador de peso pesado en obtener una medalla de oro en la categoría máxima de boxeo y también un cinturón como profesional, tras Lennox Lewis.

## Inicios
Joshua nació en Watford, de madre Nigeriana y de padre británico con ascendencia nigeriana e irlandesa. Su primo, es el también boxeador invicto, Ben lleyemi. Ambos harían su debut profesional en 2013.
Joshua creció durante algunos años de su vida en Nigeria, para luego retornar al Reino Unido a los 7 años de edad para matricularse en la Escuela Secundaria de la Kings Langley. Creciendo en el Estado Meriden de Garston, Joshua era llamado 'Femi' por sus amigos antiguos profesores, debido a su segundo nombre 'Oluwafemi'. Sobresalió en fútbol americano y atletismo, logrando romper el récord noveno año de estudios (sistema educativo inglés) de 100 m planos, con un tiempo de 11.6 segundos (con 13 años de edad).

## Carrera amateur
Joshua recién iniciaría en el mundo del boxeo en 2008, a la edad de 18 años, cuando su primo se lo sugeriría. Su club, Finchley ABC en Barnet, al norte de Londres, siendo también la residencia de su compatriota Dereck Chisora. Joshua ganó la copa Haringey en 2009 y 2010; al igual que el campeonato sénior de la ABA 2010, en tan solo 18 combates, más tarde rechazaría £50 000 para volverse profesional; declararía luego "Rechazar £50 000 fue fácil. No quería comenzar en el deporte por dinero, lo que yo quería es ganar medallas." Continuaría ganando torneos similares en los próximos años.
En 2010 sus éxitos locales le darían un lugar en el equipo olímpico británico, y el mismo año también logró convertirse en campeón amateur Británico en el Campeonato Amateur de Boxeo de dicha región luego de derrotar a Amin Isa. En junio de 2011 en el Campeonato Amateur Europeo de Boxeo de aquel año, él derrotó a Eric Berechlin y Cathal McMonagle, pero fue derrotado por el rumano Mihai Nistor, luego de haber recibido varias cuentas de pie. En octubre de 2011, fue nombrado como Boxeador Amateur del Año por el Club de Escritores de Boxeo de la Gran Bretaña.
Joshua finalizó con un récord amateur de 40-3.

### Campeonato Mundial de Boxeo Aficionado de 2011
Durante el Campeonato Mundial de Boxeo Aficionado de 2011 en Bakú, Azerbaiyán, Joshua marcó su sorpresivo arribo a la escena mundial al derrotar al italiano reinante campeón mundial y olímpico Roberto Cammarelle, y continuó su racha de victorias al detener a Erik Pfeifer de Alemania en las semifinales, luego de caer derrotado por puntos contra el boxeador local Magomedrasul Majidov, por lo que solo ganó la medalla de plata. Al poder llegar a la final, Joshua aseguró un lugar en los Juegos Olímpicos de 2012 en la división de 91 kg+.

### Carrera amateur
- 2009 Como superpesado, siendo sus resultados:
  - Pierde contra Dillian Whyte (Reino Unido) UD-3
- 2010 gana el Campeonato Nacional de la ABA 91 kg+ en Bethnal Green (Londres) como superpesado, siendo sus resultados:
  - Derrota a Chris Duff (Reino Unido) WO
  - Derrota a Simon Hadden (Reino Unido) WO
  - Derrota a Dominic Winrow (Isle de Man) RSC-1
- 2010 gana el Torneo Internacional de Haringey, Londres como superpesado, siendo sus resultados:
  - Derrota a Otto Wallin (Suecia) PTS
- 2011 gana el Campeonato Nacional de la ABA 91 kg+ en Colchester, siendo sus resultados:
  - Derrota a Fayz Aboadi Abbas (Reino Unido) PTS (24-15)
- 2011 obtuvo el 7° lugar en el Campeonato Europeo Amateur de Boxeo 91 kg+ en Ankara, siendo sus resultados:
  - Derrota a Eric Brechlin (Alemania) PTS (23-16)
  - Derrota a Cathal McMonagle (Irlanda) PTS (22-10)
  - Pierde contra Mihai Nistor (Rumania) RSCH-3
- 2011 quedó segundo en el 16° Campeonato Mundial de Boxeo Aficionado de 2011 91 kg+ en Bakú, siendo sus resultados:
  - Derrota a Tariq Abdul-Haqq (Trinidad y Tobago) RSCI-3
  - Derrota a Juan Isidro Hiracheta (México) RET-1
  - Derrota a Mohamed Arjaoui (Marruecos) PTS (16-7)
  - Derrota a Roberto Cammarelle (Italia) PTS (15-13)
  - Derrota a Erik Pfeiffer (Alemania) RSCI-1
  - Pierde contra Magomedrasul Medzhidov (Azerbaiyán) PTS (22-21)
- 2012 Gana la medalla de oro en los Juegos Olímpicos de Londres, siendo sus resultados:
  - Derrota a Erislandy Savón (Cuba) PTS (17-16)
  - Derrota a Zhang Zhilei (China) PTS (15:11)
  - Derrota a Ivan Dychko (Kazajistán) PTS (13-11)
  - Derrota a Roberto Cammarelle (Italia) PTS (+18-18)

### Juegos Olímpicos de 2012
Joshua iría a los Juegos Olímpicos de 2012 como alguien relativamente desconocido en la escena internacional, a pesar de haber obtenido una medalla de plata en el campeonato internacional. En la primera ronda, tendría un duro combate contra el cubano Erislandy Savón, ranqueado #4 por la AIBA, sobrino también del tricampeón olímpico Félix Savón. El boxeador local, Joshua, tendría tres duros asaltos antes de ganar por un estrecho margen de 17:16. Esta decisión causaría controversias alrededor de algunos observadores, los cuales habían visto ganar claramente a Savon,
mientras que algunos otros consideraban que la decisión había sido justa. En su siguiente combate enfrentaría al medallista de plata de los Juegos Olímpicos de Beijing 2008, Zhang Zhilei, logrando enviar a la lona a su rival durante el segundo asalto del combate, para finalmente obtener la victoria por 15:11, lo que le garantizaba a Joshua llegar al podio. En las semifinales se enfrenta al kazajo Ivan Dychko, pero a pesar de su desventaja de altura, Joshua logró obtener la victoria por 13:11, logrando así su pase a la final; donde Joshua conoció al reinante campeón olímpico de 32 años de edad y dos veces campeón mundial, Roberto Cammarelle; luego de que los puntajes durante los dos primeros asaltos fuesen 6:5 y 13:10 en favor de Cammarelle (a quién había logrado derrotar el año anterior), Joshua remontó durante el tercer asalto para lograr una puntuación de 18:18, Joshua sería declarado ganador por haber obtenido mejores resultados en sus combates anteriores, por lo que fue declarado ganador de la medalla de oro en los Juegos Olímpicos de Londres de 2012. No obstante, la decisión final sería criticada por alguno expertos del boxeo, definiéndola como una decisión localista.
Se le otorgó la Orden del Imperio Británico (MBE) en el año nuevo de 2013 por sus servicios boxísticos.

## Carrera profesional

### Inicios
En julio de 2013 se confirmó que Joshua se había vuelto profesional bajo la tutela de Matchroom Sport propiedad del promotor inglés Eddie Hearn. Joshua haría su debut profesional el 5 de octubre de 2013 en el O2 Arena en Londres, que tenía como evento principal la exitosa defensa de Scott Quigg contra Yoandris Salinas, del título mundial peso supergallo de la WBA. Logrando vencer Joshua, al italiano Emanuelue Leo por nocaut técnico en el primer asalto.
La segunda pelea profesional de Joshua fue contra el inglés Paul Butlin en el Motorpoint Arena Sheffield, el 26 de octubre de 2013. El combate terminó en el segundo asalto decidió que Butlin había recibido demasiado castigo, declarando a Joshua como ganador por TKO.
Su tercera pelea fue en una de las carteleras Prizefighter Series, contra el croata Hrvoje Kisciek, el 14 de noviembre de 2013. Joshua obtuvo una victoria por TKO en el segundo asalto.
En febrero de 2014, Joshua ganó por TKO en el segundo asalto contra Dorian Darch para lograr así un récord de 4-0. En la cartelera del combate entre Ricky Burns y Terence Crawford, Joshua derrotó a Héctor Alfredo Ávila con un KO en el primer asalto, en Glasgow, Escocia. En mayo del mismo año, Joshua noquearía a Matt Legg también en el primer asalto en la cartelera de Carl Froch contra George Groves en Wembley Stadium. En su sétimo combate, celebrado el 12 de julio de 2014, en el Echo Arena de Liverpool, Joshua derrota a Matt Skelton en el segundo asalto.
En 13 de septiembre de 2014, contra el alemán Konstantin Airich, Joshua lleva su recordé invicto y 100 % de KOs a 8-0, venciendo a su rival en el tercer asalto del combate, el cual se llevaría a cabo en el Manchester Arena.
Joshua estaría encabezando la cartelera de Matchroom Sport por segunda vez en su carrera, en un combate por el título vacante internacional del WBC del peso pesado, por el exretador al título mundial Denis Bakhtov, lo cual sería el 11 de octubre de 2014 en el The O2 Arena de Londres. Joshua ganaría la pelea por KO en el segundo asalto, y logrando un título internacional con tan solo 24 a años de edad.
Su siguiente combate sería contra Michael Sprott, obteniendo la victoria en el primer asalto; con lo cual de sus 10 combates ganados, 9 no había logrado superar el tercer asalto, y con cual acumulaba un tiempo total de pelea de tan solo 36 minutos y 36 segundos, teniendo este 10° combate una duración de tan solo 1 minutos y 26 segundos. Su siguiente pelea se suponía sería contra el americano Kevin Johnson, el 31 de enero de 2015 en el The O2 Arena de Londres, pero la pelea sería cancelada debido a una lesión de espalda que sufriría Joshua. Al regreso de su lesión, el 4 de abril de 2015, Joshua venció a Jason Gavern por KO en el tercer asalto en Newcastle. El 9 de mayo del mismo año, en su 12° combate como profesional, el inglés derrotaría a Raphael Zumbano Love en el segundo asalto en Birmingham.
Tres semanas después lograría vencer a Kevin Johnson, quien hasta ese momento no había caído derrotado por KO; logrando el inglés obtener la victoria tan solo al comienzo del segundo asalto.

### Campeón pesado británico
El 12 de septiembre de 2015, Joshua gana el título vacante de la Commonwealth en el peso pesado, derrotando al entonces invicto en 21 combates, Gary Cornish, en el primer asalto de la pelea llevada a cabo en el O2 Arena.

#### Joshua contra Whyte
El 12 de diciembre de 2015, Joshua peleó contra Dillian Whyte en su más difícil combate hasta ese momento, por el título vacante británico y por la defensa de su título Commonwealth. Ambos boxeadores ya se habían enfrentado en 2009 en un combate amateur en el que Whyte se había llevado la victoria. Luego de tener un complicado segundo asalto, Joshua logró derrotar a su rival con una evidente superioridad de pegada, logrando obtener la victoria por KO en el séptimo asalto, siendo aquella vez la pelea que más tiempo había durado para ambos luchadores. Se dijo que Joshua había ganado £3 millones por dicha pelea, lo cual era resultado de haber firmado un contrato de 5 años con Matchroom, con quienes compartió las ganancias obtenidas por la venta del PPV.

### Campeón pesado de la IBF

#### Joshua contra Martin
En febrero de 2016, se anunció que Joshua enfrentaría al campeón mundial de peso pesado de la IBF, el invicto Charles Martin, el 9 de abril de 2016 de O2 Arena. Para Martin, dicho combate sería la primera defensa de su cinturón, el cual había obtenido en enero luego de derrotar al entonces invicto Vyacheslav Glazkov por dicho título vacante. Joshua marcaría el ritmo desde el primer asalto, logrando bloquear al zurdo Martin, logrando enviar al estadounidense a la lona durante el segundo asalto con un sólido recto de derecha. Si bien, Martin había logrado reincorporarse, volvería a ser enviado a la lona segundos más tarde; sin que pudiese reincorporarse adecuadamente dentro de la cuenta de protección, por lo que el réferi detuvo el combate y le dio a Joshua la victoria por KO, logrando así obtener su primer cinturón de campeón mundial de peso pesado.

#### Joshua contra Breazeale
El promotor Eddie Hearn anunció a tres posibles rivales para que Joshua haga la primera defensa de su Título Mundial, los cuales estaban considerados por la IBF dentro de su ranking de los 15 mejores de dicha división; estos eran: el excampeón mundial del WBC, Bermane Stiverne (25-1-2, 21 KOs), Éric Molina (25-3, 19 KOs), los cuales recientemente venían de ser derrotados por el invicto campeón del WBC, el estadounidense Deontay Wilder; esta lista de retadores también incluía al invicto Dominic Breazeale (17-0, 15 KOs). El 25 de abril, se anunció que la primera defensa de Joshua sería contra este último, la cual se llevaría a cabo el 25 de junio de 2016 en el O2 Arena de Londres. Breazeale estaba ranqueado en el puesto 13, por encima de sus pares Derek Chisora y David Haye. Breazeale sería el segundo boxeador, luego de Dillian Whyte, que pasaría del tercer asalto con Joshua. Luego de una evidente superioridad boxística, Joshua lograría la defensa exitosa de su Título Mundial de la IBF, con una victoria por KO en el séptimo asalto, en el cual Breazeale caería con un potente golpe de izquierda. Luego del combate, Eddie Hearn que la siguiente pelea de Joshua podría ser conra el retador mandatorio, el invicto australiano Joseph Parker, más o menos en noviembre. La pelea contra Dominic, tendría un promedio de 289 000 espectadores en Showtime; en promedio la cartelera tendría 227 000 espectadores.
Una semana después de que se anunciase la pelea contra Breazeale, Joshua anunció un contrato con la cadena estadounidense Showtime, para transmitir varias peleas de este. Por lo que la pelea contra Dominic sería la primera de varias que serían transmitidas en exclusiva por dicha cadena.

#### Joshua contra Molina
En agosto se anunció que Joshua haría la segunda defensa de su cinturón IBF en el Manchester Arena, el 26 de noviembre. Sería la primera vez desde septiembre de 2014, que Joshua pelearía en dicha ciudad. Siendo los posibles retadores, los mejor clasificados de la IBF Kubrat Pulev y Joseph Parker. No obstante, el excampeón unificado Wladimir Klitschko, se convertiría en el favorito para convertirse en el retador de Joshua, luego de que la revancha contra Tyson Fury fuera cancelada por segunda vez.
No se llegaría a un acuerdo para un combate Joshua vs. Klitschko, debido a un retraso en la decisión de la WBA, de si el combate sería sancionado por dicha organización y también debido a una lesión de Klitschko. Klitschko declararía que posiblemente enfrentaría a Joshua en el primer cuatrimestre de 2017. Bryant Jennings y David Price fueron los nombrados como posibles retadores de Joshua, sin embargo finalmente se anunciaría que la siguiente defensa del título IBF peso pesado sería contra Éric Molina (25-3, 19 KOs), quien venía de una victoria por KO contra Tomasz Adamek pese a ir por debajo en las tarjetas. La pelea entre el inglés y el estadounidense sería transmitida en Estados Unidos por la cadena Showtime. Después de dos asaltos dominados por Joshua, este logró enviar a la lona a Molina en el tercer asalto, obteniendo la victoria por KO. Según los investigadores de medios Nielsen, la pelea alcanzó una audiencia pico de 390 000 en Showtime, con un promedio de 368 000 espectadores.

### Campeón unificado Super WBA, WBO, IBF y IBO

#### Joshua contra Klitschko
El 2 de noviembre de 2016, la WBA finalmente estuvo de acuerdo con que dicha pelea sea por el Título Mundial vacante de supercampeón de dicha organización. La WBA consideraría que si Joshua lograba derrotar a Molina por la defensa del título IBF, entonces el combate por su título de supercampeón se llevaría a cabo el 29 de abril de 2017 en el Wembley Stadium de Londres.
Con la victoria obtenida el 10 de diciembre de 2016 de Joshua contra Molina, la pelea contra Klitschko fue anunciada oficialmente. El presidente de la WBA Gilberto Jesús Mendoza, que el ganador del combate tendría luego que enfrentar al retador mandatorio Luis Ortiz, cuya fecha sería establecida luego del combate entre Joshua y Klitschko. Un día después, la IBF anunció que el ganador debería enfrentar al retador mandatorio Kubrat Pulev. Debido a esto, se creyó de quien gane el combate tenía que dejar vacante alguno de los títulos. En enero de 2017, Eddie Hearn anunció que habían sido vendidos más de 80 000 entradas, un nuevo récord, superando la cartelera entre Carl Froch vs. George Groves II. Por lo que se requirió que más de 5 000 entradas extra estuvieran disponibles para la venta. Se reportó que por dicho combate, Joshua obtendría £15 millones. En el pesaje, Klitschko marcaría 240 lb y un cuarto, el menor peso que daría desde 2009; Joshua en cambió marcaría en la báscula 250 lb.
Frente a una multitud de más de 90 mil personas, Joshua ganaría el combate por TKO en una dramática pelea, donde ambos boxeadores visitarían la lona, siendo para Joshua la primera vez en lo que iba de su carrera. Pelearon unos primeros cuatro asaltos cerrados, y de forma precavida ambos boxeadores. Para el quinto asalto, Joshua iniciaría de forma violenta, con lo cual lograría enviar a Klitschko a la lona; no obstante, Klitschko lograría reincorporarse y dominar en los instantes finales de dicho asalto, luego de que el inglés se viera evidentemente exhausto. En el siguiente asalto, un potente recto de derecha de Klitschko lograría enviar a la lona a Joshua por primera vez en su carrera. Durante los siguientes asaltos, hasta el décimo, ambos serían más cautelosos; hasta que en el undécimo asalto, Joshua lanzaría un furioso ataque contra Klitschko, primero con un potente upper de derecha, que desestabilizaría al ucraniano, para luego con un izquierdazo enviarlo a la lona; y aunque Klitschko logró reincorporarse, su mal estado y falta de defensa harían que fuese enviado de nuevo a la lona. Tras volver a levantarse, un gran combinación de golpes del inglés y la falta de defensa del ucraniano, terminarían por hacer que el árbitro detuviese el combate.
Al momento de la detención, Joshua estaba liderando en dos de las tres tarjetas de los jueces (96-93 y 95-93) mientras que en la tercera, Klitschko estaría adelante por (95-93). Las estadísticas de CompuBox tendrían a Joshua con 107 golpes conectados de 355 lanzados (30 %), mientras que a Klitschko con 94 de 256 (37 %). En la entrevista posterior al combate, Joshua haría un llamado a Fury diciendo: "Tyson Fury, donde estás nene? Vamos, esto es lo que quieren ver. Yo solo quiero pelearle a todos. Realmente disfruto de esto ahora mismo." En la conferencia de prensa posterior, Joshua dijo que no tendría oposición alguna para un combate de revancha contra Klitschko, "No me importaría volver a pelear con él, si quiere la revancha, pues respetos para Wladimir por retar a los leones jóvenes de la división. Depende de él, a mi no me importa. Siempre que Rob piense que esta bien, estaré de acuerdo." Eddie Hearn dijo luego que probablemente la siguiente pelea de Joshua sería a fines de año, posiblemente en el Principality Stadium en Cardiff.

#### Joshua contra Takam
El 16 de octubre, circularon rumores de que Pulev había sufrido una lesión, por lo que la pelea podría verse en peligro. Los mismos informes sugirieron que la lesión tenía 10 días de antigüedad, pero el campamento de Pulev lo mantuvo en silencio. Posteriormente se reveló que la lesión era cierta y Carlos Takam (35-3-1, 27 KOs), de 36 años, quien ocupaba el puesto número 3 por la FIB reemplazó a Pulev con un preaviso de 12 días. Eddie Hearn dijo en un comunicado que recibió una llamada telefónica del promotor de Pulev, Kalle Sauerland, informándole de una lesión en el hombro que había sufrido durante el combate. Hearn reveló que cuando se realizó la pelea entre Joshua y Pulev, se acercó al campamento de Takam, sabiendo que serían los siguientes en la fila y les dijo que comenzaran un campo de entrenamiento y se mantuvieran en estado de alerta. La FIB declaró que Joshua combatiendo a Takam satisfaría su defensa obligatoria. A pesar de que Hearn afirmaba que Joshua pesaba alrededor de 235-240 libras, oficialmente pesaba 254 libras, mientras que Takam pesaba 235 libras.
En la noche de la pelea, frente a casi 80,000 fanáticos presentes, Joshua retuvo sus cetros mundiales con lo que muchos creyeron fue un paro prematuro en el décimo asalto. El tiempo oficial de detención fue de 1 minuto, 34 segundos. Muchos fanáticos en el ringside también abuchearon el paro del árbitro, que vio a Takam salir de pie. Después de una primera ronda cautelosa, en la segunda ronda se vio como Takam chocó accidentalmente con la nariz de Joshua, probablemente rompiéndola, causando que los ojos de Joshua se llenaran de agua. En la ronda 4, Joshua abrió un corte sobre el ojo derecho de Takam. Después de que el árbitro revisara el ojo, Joshua derribó a Takam con un gancho de izquierda en la cabeza. Takam venció el conteo y duró el resto del asalto. Otro corte apareció sobre el ojo izquierdo de Takam en la ronda 7. El árbitro Phil Edwards le pidió al médico del ringside que le echara un vistazo a Takam unas cuantas veces durante la pelea. Durante la ronda 8 y 9, Joshua comenzó a retroceder, lo que hizo que Takam avanzara y le lanzara algunos buenos golpes a la cabeza de Joshua. En la ronda 10, Joshua conectó un uppercut derecho limpio, seguido por un aluvión de golpes. El árbitro Edwards, al ver esto, se puso en medio, deteniendo la pelea. Un médico confirmó que la nariz de Joshua no estaba rota, solo magullada e hinchada.

#### Joshua vs. Parker
Joshua se vio obligado a recurrir a la distancia por primera vez en su racha de 19-0 por nocaut para derrotar a Parker, a través de una decisión unánime de 12 asaltos para reclamar el título de la OMB, así como para retener sus cinturones de la AMB, la FIB y la IBO. Los jueces anotaron la pelea 118-110, 118-110 y 119-109 a favor de Joshua. Muchos medios de comunicación, incluyendo ESPN, tuvieron la pelea alrededor de 116-112 con Joshua como el claro ganador. Con la distancia, la racha de nocauts de Joshua llegó a su fin. Parker usó bien su movimiento para evitar gran parte del ataque de Joshua, pero no hizo lo suficiente para ganar más asaltos. Parker comenzó con el pie trasero en los asaltos iniciales permitiendo a Joshua tomar las rondas. Hubo un choque accidental de cabezas en el tercer asalto, sin embargo, ninguno de los boxeadores fue sancionado por esto. Hubo otro cabezazo accidental en el noveno asalto donde el árbitro pidió un breve descanso. La cinta de Joshua en su guante izquierdo seguía suelta y se le ordenó regresar a su esquina para volver a ponérsela. Parker sufrió un corte en el ojo izquierdo después de que Joshua le diera un codazo accidental. La pelea fue empañada por el árbitro italiano Giuseppe Quartarone, quien evitó que ambos boxeadores lucharan en el interior. En su mayoría, esto tuvo un impacto negativo en Parker, donde se vio que tenía más éxito. El árbitro estaba rompiendo la acción cada vez que ambos boxeadores estaban en el interior, incluso cuando todavía estaban lanzando golpes. Muchos boxeadores, expertos y el equipo de transmisión de Sky Sports y Showtime criticaron al árbitro durante y después de la pelea.

#### Joshua vs. Povetkin
Frente a casi 80,000 asistentes, Joshua noqueó a Povetkin en el séptimo asalto para retener sus títulos mundiales. Usando su movimiento y entrando y saliendo, Povetkin hizo que Joshua se lastimara desde el principio con sus grandes golpes. En el segundo asalto, la nariz de Joshua comenzó a magullarse. A partir del quinto, Povetkin comenzó a cansarse. Joshua derribó a Povetkin con una mano izquierda a la cabeza en el séptimo. Povetkin volvió a levantarse, pero Joshua regresó directo con una ráfaga de golpes duros, antes de que el árbitro detuviera la pelea. En el momento de la detención, los tres jueces de puntuación tenían anotado 58-56, 58-56 y 59-55 a favor de Joshua. Las puntuaciones no parecían reflejar el éxito de Povetkin antes en la pelea.
Las estadísticas de Compubox Punch mostraron que Joshua conectó 90 de 256 golpes lanzados (35%), de los cuales 53 aterrizaron como jabs. Povetkin consiguió 47 de sus 181 lanzados (26%). También hubo una gran ventaja de tamaño a favor de Joshua, que pesaba 246 libras frente a las 222 libras de Povetkin. Se informó que Joshua ganaría alrededor de £20 millones y Povetkin ganaría alrededor de £6 millones por la pelea.

#### Joshua vs. Ruiz Jr.
Antes de su pelea con Alexander Dimitrenko, el 20 de abril, el ex retador al título mundial Andy Ruiz Jr. (31-1, 20 KOs) se ofreció para reemplazar a Miller y desafiar a Joshua por los títulos unificados de peso pesado el 1 de junio de 2019. El 22 de abril, Ruiz confirmó que su equipo tenía una reunión programada con el promotor Eddie Hearn, oficialmente poniéndose en la lista de candidatos. Ruiz se convirtió en el principal candidato después de que se informara que el equipo de Luis Ortiz había rechazado dos ofertas de bolsas récord en su carrera para pelear contra Joshua. Los términos se acordaron en una semana. El 1 de mayo, con un mes antes de la noche de la pelea, se confirmó y anunció que Joshua vs. Ruiz tendría lugar en el Madison Square Garden en la ciudad de Nueva York exclusivamente en DAZN en los EE. UU. Se informó que Ruiz ganaría alrededor de $7 millones (£5.36 millones) por la pelea. Joshua derribó a Ruiz en el tercer asalto, por primera vez en la carrera del retador. Ruiz se levantó antes de la cuenta y logró derribar a Joshua momentos después. Joshua volvió a caer hacia el final del asalto en una gran remontada. Joshua logró sobrevivir los siguientes asaltos, pero después de otras dos caídas en el séptimo asalto, el árbitro detuvo la pelea, dando así a Ruiz la victoria por TKO en el séptimo asalto, ganando todos los títulos de peso pesado de Joshua. En el momento de la detención, Ruiz estaba liderando la pelea 57-56 en dos tarjetas de puntuación y Joshua estaba liderando 57-56 en la otra. Se considera una de las mayores sorpresas en la historia del boxeo, comparable a Mike Tyson vs. Buster Douglas.

### Segundo reinado como campeón unificado de peso pesado Joshua vs. Ruiz Jr. II

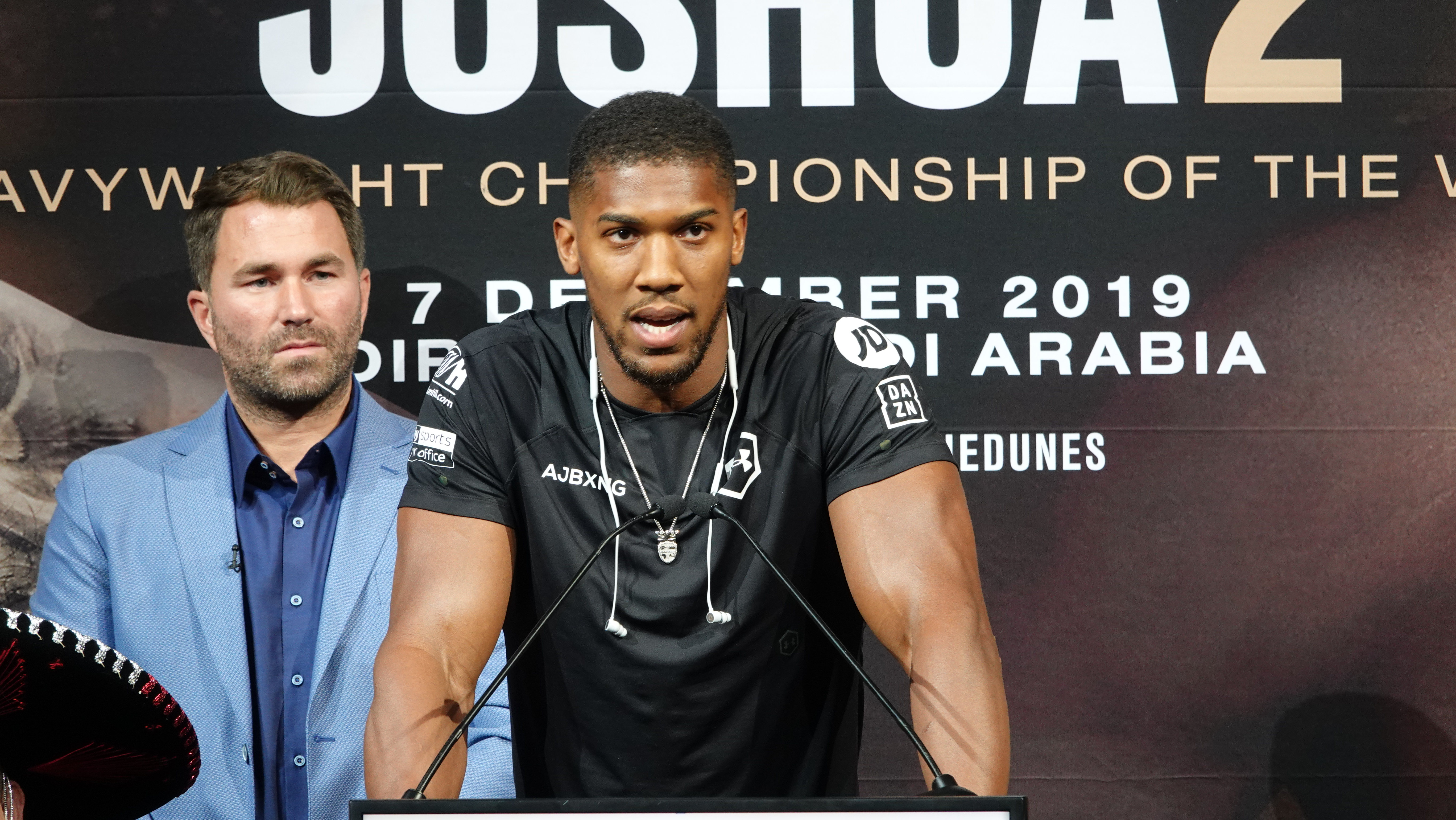
Anthony Joshua habla en la conferencia de prensa anunciando su revancha con Andy Ruiz Jr.

La revancha tuvo lugar el 7 de diciembre de 2019 en la Diriyah Arena, construida específicamente para el evento, en Diriyah, Arabia Saudita. En el pesaje, Joshua marcó 237 libras (107 kg), casi diez libras (4.5 kg) menos que en el primer combate entre ambos. En contraste, Ruiz pesó 284 libras (129 kg), 16 libras (7.5 kg) más que antes. Esa noche, Joshua boxeó de manera disciplinada, manteniendo a Ruiz a distancia con su jab y utilizando movimientos laterales para evitar intercambiar golpes de cerca como lo hizo en su primer encuentro. Comenzó bien, lanzando un derechazo preciso en el primer asalto que cortó a Ruiz en el lado de su ojo izquierdo. Joshua continuó boxeando de manera económica y conectando los golpes más significativos. Ruiz tuvo algún éxito cuando alcanzó a Joshua en la cabeza y el cuerpo al final del cuarto asalto, pero Joshua permaneció firmemente en control de la acción. Ganó por decisión unánime para recuperar los títulos unificados de peso pesado con puntuaciones de 118-110 en dos de las tarjetas de los jueces y 119-109 en la otra. En su entrevista posterior a la pelea, un jubiloso Joshua declaró: "Hombre, la primera vez fue tan buena que tuve que hacerlo dos veces... Mantente hambriento, mantente humilde. Soy humilde en la derrota y seguiré siendo humilde en la victoria". Ruiz mostró respeto a su oponente, diciendo: "Anthony Joshua hizo un gran trabajo".

#### Joshua vs. Pulev
Inicialmente se anunció que Joshua pelearía contra Kubrat Pulev en 2017, pero una lesión de último momento de Pulev hizo que Carlos Takam lo reemplazara para la pelea. El 2 de marzo de 2020 se anunció que Joshua defendería sus títulos de peso pesado contra Pulev (28-1, 14 KOs), quien era el retador obligatorio de la IBF, en el Tottenham Hotspur Stadium de Londres el 20 de junio. Sin embargo, debido a la pandemia de COVID-19, la pelea fue pospuesta indefinidamente el 3 de abril de 2020. La pelea fue reanunciada con una nueva fecha el 12 de diciembre y un nuevo lugar, el O2 Arena de Londres. La pelea fue luego trasladada nuevamente al Wembley Arena, y se anunció que hasta 1,000 fanáticos podrían asistir debido a la reciente relajación de las restricciones por coronavirus. Esa noche, Joshua derribó a su oponente dos veces en el tercer asalto, y finalmente derrotó a Pulev por nocaut en el noveno asalto para retener sus títulos unificados de peso pesado. El ex campeón en cinco divisiones, Floyd Mayweather Jr., estuvo presente; Joshua le rindió homenaje después de la pelea, diciendo "Fue un honor tenerlo en la casa. Lo respeto mucho por lo que ha logrado. Vino a verme actuar y logré uno de sus movimientos favoritos: el pull-counter." Mayweather devolvió el elogio, diciendo "Estoy orgulloso de Joshua. Es uno de los mejores pesos pesados ahí fuera. Ganó [una medalla] olímpica de oro, su carrera va genial, dos veces campeón de peso pesado. Es un gran luchador. Es un caballero y disfruto de su técnica."

#### Joshua vs. Usyk
Inmediatamente después de derrotar al retador obligatorio de la IBF, Kubrat Pulev, el 12 de diciembre de 2020 en Londres, a Joshua se le preguntó en la entrevista posterior a la pelea sobre la posibilidad de una pelea por la indiscutibilidad con el invicto campeón del WBC y The Ring, Tyson Fury, a lo que Joshua respondió: "A quien tenga el cinturón, me encantaría competir con él. Si es Tyson Fury, que sea Tyson Fury". Un acuerdo de dos peleas entre los dos campeones se había acordado "en principio" desde junio de 2020. El 17 de mayo de 2021, Fury anunció en sus redes sociales que la pelea entre él y Joshua tendría lugar el 14 de agosto de 2021 en Arabia Saudita. Sin embargo, dentro de las 24 horas posteriores al anuncio, el juez de arbitraje Daniel Weinstein dictaminó que el ex campeón del WBC, Deontay Wilder, tenía derecho a ejercer su opción para una tercera pelea con Fury en una fecha hasta el 15 de septiembre; esto puso en peligro la pelea propuesta entre Joshua y Fury, ya que Wilder indicó que no estaba dispuesto a ceder su lugar para permitir que los boxeadores británicos procedieran. Como resultado de estos acontecimientos, el 21 de mayo la OMB le dio al equipo de Joshua 48 horas para llegar a un acuerdo para la pelea con Fury, o en su lugar ordenarían una pelea contra su retador obligatorio, el ex campeón indiscutido de peso crucero, Oleksandr Usyk. Los equipos de Joshua y Fury no pudieron llegar a un acuerdo, y así el 22 de mayo la OMB emitió la instrucción de que Joshua tendría que pelear contra Usyk, con un acuerdo para la pelea en su lugar antes del 31 de mayo. El 20 de julio, se hizo un anuncio oficial, confirmando que la pelea entre Joshua y Usyk tendría lugar el 25 de septiembre en el estadio Tottenham Hotspur. Esa noche, Usyk produjo una sorpresa, superando al campeón Joshua durante 12 asaltos para reclamar una victoria por decisión unánime, con puntuaciones de 117–112, 116–112 y 115–113, entregando a Joshua la segunda derrota profesional de su carrera. El movimiento y la variedad de Usyk en su boxeo resultaron ser demasiado para Joshua, ya que Usyk casi detuvo al campeón en los últimos segundos del último asalto.

### Carrera posterior al título

#### Joshua vs. Usyk II
El 19 de junio de 2022, se anunció oficialmente que Usyk se enfrentaría a Joshua en una revancha en Jeddah, Arabia Saudita, el 20 de agosto. La pelea marcaría la primera defensa de los títulos mundiales de peso pesado de Usyk, mientras que era la duodécima pelea consecutiva de Joshua por el título mundial de peso pesado mientras intentaba convertirse en campeón mundial de peso pesado por tercera vez.
A pesar de la mejora de la actuación de Joshua en comparación con su primera derrota ante Usyk, este último defendió con éxito sus cinturones por decisión dividida, con un juez puntuando la pelea 115–113 a favor de Joshua, mientras que los otros dos jueces la puntuaron 115–113 y 116–112 a favor de Usyk. Según las estadísticas del New York Times, Joshua conectó 37 golpes al cuerpo en comparación con los 15 en su primera pelea. Sin embargo, Usyk superó en general a Joshua, conectando 170 de 712 golpes, en comparación con 124 de 492 para Joshua. Según CompuBox, Usyk estableció nuevos récords de golpes conectados por un oponente de Anthony Joshua (170) y más golpes conectados en Joshua en un solo asalto (39 golpes en el décimo asalto). Después del anuncio de las tarjetas de puntuación de los jueces, Joshua lanzó dos de los cinturones de Usyk fuera del ring y comenzó a salir de la arena, pero regresó y una vez al control del micrófono dio un discurso emocional, hablando sobre su vida, su lucha, Ucrania y elogiando a Usyk. Poco después, Joshua fue grabado en el backstage respondiendo a un espectador que lo había criticado, gritando: "¿Con quién estás hablando? ¿Con quién estás hablando? Cierra la puta boca". En la rueda de prensa posterior a la pelea, Joshua rompió a llorar.

#### Joshua vs. Franklin
El 6 de febrero de 2023, se anunció oficialmente que Joshua volvería al ring el 1 de abril en The O2 Arena contra Jermaine Franklin. La pelea marcaría la primera pelea como parte de su exclusivo contrato de cinco años con el servicio de transmisión deportiva DAZN. En la primera conferencia de prensa previa a la pelea el 9 de febrero, Joshua anunció su nueva asociación con el entrenador estadounidense Derrick James, además de ser cuestionado por su promotor Eddie Hearn sobre su motivación para pelear. Joshua respondió repitiendo varias veces: "Dinero, dinero, dinero", antes de que Hearn terminara de hacer la pregunta, antes de elaborar más: "Me gusta ganar dinero. Así de simple. Esto es un deporte de combate por premios".
Joshua marcó un peso récord en su carrera de 255¼ libras, mientras que Franklin marcó 234¾ libras, más de 22 libras más ligero que su pelea anterior contra Dillian Whyte. Esa noche, Joshua tuvo una actuación cautelosa, iniciando constantes abrazos. A pesar de un inicio particularmente cauteloso en la pelea, hizo uso de su jab para preparar golpes de poder con su mano derecha, prevaleciendo por decisión unánime, con tarjetas de puntuación de los jueces de 117–111 (dos veces) y 118–111 a su favor. Después de la campana final, los dos hombres se enzarzaron en una escaramuza ligera en el ring, casi llegando a pelear. La altercación fue iniciada por Joshua, quien había golpeado a Franklin en la parte posterior de la cabeza mientras Franklin había dado la espalda para alejarse. En su entrevista posterior a la pelea, Joshua expresó su deseo de enfrentarse al invicto campeón del WBC, Tyson Fury, a continuación, diciendo: "Sería un honor al 100 por ciento competir por el campeonato del mundo del WBC".

#### Joshua vs. Helenius
El 6 de julio de 2023, se anunció la revancha entre Dillian Whyte y Anthony Joshua II, de la pelea del 12 de diciembre de 2015, que se llevaría a cabo en The O2 Arena de Londres.  Esto se canceló el 5 de agosto de 2023, después de que Whyte diera positivo en una prueba de drogas realizada por la agencia antidopaje voluntaria. El 8 de agosto de 2023, se anunció que Robert Helenius sería el reemplazo de Whyte, y la pelea se llevaría a cabo en la fecha originalmente programada del 12 de agosto de 2023. Joshua ganó la pelea por nocaut debido a un gancho derecho en el séptimo asalto.

#### Joshua vs. Wallin
En octubre de 2023, informes afirmaron que Joshua podría potencialmente enfrentarse a Deontay Wilder el 23 de diciembre en la misma cartelera junto a Tyson Fury y Oleksandr Usyk en Arabia Saudita. Sin embargo, el 11 de noviembre, los informes indicaron que Joshua y Wilder pelearían el 23 de diciembre, pero contra oponentes diferentes. El 15 de noviembre, se anunció que Joshua enfrentaría a Otto Wallin el 23 de diciembre, mientras que Wilder enfrentaría a Joseph Parker como pelea coestelar. Joshua derrotó a Wallin por RTD después de que la esquina de Wallin decidiera no dejar que el luchador continuara después del quinto asalto.

#### Joshua vs. Ngannou
Joshua enfrentó al ex Campeón de Peso Pesado de UFC, Francis Ngannou, en Arabia Saudita el 8 de marzo, y ganó por nocaut en el segundo asalto.

## Récord Profesional
| Récord Profesional | Récord Profesional | Récord Profesional |
| 32 peleas          | 28 Victorias       | 4 Derrotas         |
| Nocaut             | 25                 | 2                  |
| Decisión           | 3                  | 2                  |
| ------------------ | ------------------ | ------------------ |

| Resultado | Récord | Rival                | Método | Asalto - Tiempo | Fecha                    | Localización                                           | Título                                                                      |
| Derrota   | 28-4   | Daniel Dubois        | KO     | 5 (12), 0:59    | 21 de septiembre de 2024 | Estadio de Wembley, Londres                            | Por (IBF Pesado).                                                           |
| Victoria  | 28-3   | Francis Ngannou      | KO     | 2 (10), 2:38    | 8 de marzo de 2024       | Kingdom Arena, Riyadh                                  |                                                                             |
| Victoria  | 27-3   | Otto Wallin          | R.T.D. | 5 (12), 3:00    | 23 de diciembre de 2023  | Kingdom Arena, Riyadh                                  |                                                                             |
| Victoria  | 26-3   | Robert Helenius      | K.O.   | 7 (12), 1:27    | 12 de agosto de 2023     | O2 Arena, Londres                                      |                                                                             |
| Victoria  | 25-3   | Jermaine Franklin    | U.D.   | 12              | 2 de abril de 2023       | O2 Arena, Londres                                      |                                                                             |
| Derrota   | 24-3   | Oleksandr Usyk       | S.D.   | 12              | 20 de agosto de 2022     | King Abdullah Sports City, Yeda                        | Por (Super WBA, IBF y IBO y WBO Pesado).                                    |
| Derrota   | 24-2   | Oleksandr Usyk       | U.D.   | 12              | 25 de septiembre de 2021 | Tottenham Hotspur Stadium, Londres                     | Pierde (Super WBA, IBF y IBO y WBO Pesado).                                 |
| Victoria  | 24-1   | Kubrat Pulev         | K.O.   | 9 (12), 2:58    | 12 de diciembre de 2020  | Tottenham Hotspur Stadium, Londres                     | Retiene (Super WBA, IBF y IBO y WBO Pesado).                                |
| Victoria  | 23-1   | Andy Ruiz Jr.        | U.D.   | 12              | 7 de diciembre de 2019   | Diriyah Arena, Diriyah, Arabia Saudí                   | Gana (Super WBA, IBF y IBO y WBO Pesado).                                   |
| Derrota   | 22-1   | Andy Ruiz Jr.        | T.K.O. | 7 (12) - 1:27   | 1 de junio de 2019       | Madison Square Garden, Nueva York                      | Pierde (Super WBA, IBF y IBO y WBO Pesado).                                 |
| Victoria  | 22-0   | Alexander Povetkin   | T.K.O. | 7 (12) - 1:59   | 22 de septiembre de 2018 | Wembley Stadium, Wembley                               | Retiene (Super WBA, IBF, IBO y WBO Pesado).                                 |
| Victoria  | 21-0   | Joseph Parker        | U.D.   | 12              | 31 de marzo de 2018      | Principality Stadium, Cardiff, Gales                   | Retiene (Super WBA, IBF y IBO. Gana (WBO Pesado).                           |
| Victoria  | 20-0   | Carlos Takam         | T.K.O. | 10 (12) - 1:34  | 28 de octubre de 2017    | Principality Stadium, Cardiff, Gales                   | Retiene (Super WBA, IBF y IBO Pesado).                                      |
| Victoria  | 19-0   | Wladimir Klitschko   | T.K.O. | 11 (12) - 2:25  | 29 de abril de 2017      | Wembley Stadium, Londres                               | Retiene (IBF Pesado. Gana Super WBA y IBO Pesado) vacantes.                 |
| Victoria  | 18-0   | Éric Molina          | T.K.O. | 3 (12) - 2:02   | 10 de diciembre de 2016  | Manchester Arena, Manchester                           | Retiene (IBF Pesado).                                                       |
| Victoria  | 17-0   | Dominic Breazeale    | T.K.O. | 7 (12) - 1:01   | 25 de junio de 2016      | The O2 Arena, Londres                                  | Retiene (IBF Pesado).                                                       |
| Victoria  | 16-0   | Charles Martin       | K.O.   | 2 (12) - 1:32   | 9 de abril de 2016       | The O2 Arena, Londres                                  | Gana (IBF Pesado).                                                          |
| Victoria  | 15-0   | Dillian Whyte        | K.O.   | 7 (12) - 1:27   | 12 de diciembre de 2015  | The O2 Arena, Londres                                  | Retiene (WBC International y Commonwealth Pesado). Gana (británico Pesado). |
| Victoria  | 14-0   | Gary Cornish         | T.K.O. | 1 (12) - 1:37   | 12 de septiembre de 2015 | The O2 Arena, Londres                                  | Retiene (WBC International Pesado). Gana (Commonwealth Pesado).             |
| Victoria  | 13-0   | Kevin Johnson        | T.K.O. | 2 (10) - 1:22   | 30 de mayo de 2015       | The O2 Arena, Londres                                  | Retiene (WBC International Pesado).                                         |
| Victoria  | 12-0   | Raphael Zumbano Love | T.K.O. | 2 (8) - 1:21    | 9 de mayo de 2015        | Barclaycard Arena, Birmingham                          |                                                                             |
| Victoria  | 11-0   | Jason Gavern         | T.K.O. | 3 (8) - 1:21    | 4 de abril de 2015       | Metro Radio Arena, Newcastle                           |                                                                             |
| Victoria  | 10-0   | Michael Sprott       | T.K.O. | 1 (10) - 1:26   | 2 de diciembre de 2014   | Echo Arena, Liverpool                                  |                                                                             |
| Victoria  | 9-0    | Denis Bakhtov        | T.K.O. | 2 (10) - 1:00   | 11 de octubre de 2014    | The O2 Arena, Londres                                  | Gana (WBC International Pesado).                                            |
| Victoria  | 8-0    | Konstantin Airich    | T.K.O. | 3 (8) - 1:16    | 13 de septiembre de 2014 | Phones 4u Arena, Manchester                            |                                                                             |
| Victoria  | 7-0    | Matt Skelton         | T.K.O. | 2 (6) - 2:33    | 12 de julio de 2014      | Echo Arena, Liverpool                                  |                                                                             |
| Victoria  | 6-0    | Matt Legg            | K.O.   | 1 (6) - 1:23    | 31 de mayo de 2014       | Wembley Stadium, Londres                               |                                                                             |
| Victoria  | 5-0    | Hector Ávila         | K.O.   | 1 (6) - 2:14    | 1 de marzo de 2014       | Centro Escocés de Exhibiciones y Conferencias, Glasgow |                                                                             |
| Victoria  | 4-0    | Dorian Darch         | T.K.O. | 2 (6) - 0:51    | 1 de febrero de 2014     | Motorpoint Arena, Cardiff, Wales                       |                                                                             |
| Victoria  | 3-0    | Hrvoje Kisicek       | T.K.O. | 2 (6) - 1:38    | 1 de noviembre de 2013   | Salón York, Londres                                    |                                                                             |
| Victoria  | 2-0    | Paul Butlin          | T.K.O. | 2 (6) - 0:50    | 26 de octubre de 2013    | Motorpoint Arena, Sheffield                            |                                                                             |
| Victoria  | 1-0    | Emanuele Leo         | T.K.O. | 1 (6) - 2:47    | 5 de octubre de 2013     | The O2 Arena, Londres                                  |                                                                             |

## Vida personal
Joshua ha expresado un interés por el ajedrez al igual que por la lectura, como formas de reforzar su boxeo y sus habilidades tácticas. Antes de dedicarse a tiempo completo al boxeo, se dedicaba a la albañilería.
En 2009, Joshua fue puesto bajo prisión preventiva, como describe él por motivos de "peleas y otras cosas locas". Por lo que tuvo que usar una pulsera electrónica luego de ser liberado.
En marzo de 2011, Joshua fue arrestado por la policía por conducir a velocidad excesiva en Colindale, Norte de Londres. Se le encontró 8 oz de marihuana en sus mochilas deportivas en su Mercedes-Benz. Se le pusieron los cargos de posesión con intenciones de distribuir droga de clase B, lo cual podía costarle una sentencia de 14 años en prisión; no obstante, Joshua solo sería suspendido del equipo de boxeo Británico y sentenciado a 12 meses y 100 horas de trabajo comunitario no remunerado luego de ser encontrado culpable por una corte.
En noviembre de 2016, Joshua anunció que sería inversor de los gimnasios, BXR. Joshua junto con los fundadores de BXR pusieron juntos un número de terapistas deportivos, boxeadores, entrenadores de boxeo y peleador de MMA. El gimnasio hizo su apertura en enero de 2017 en la calle Chiltern de Marylebone, Londres.
Joshua ha declarado que no es seguidor de ninguna religión en particular, pero que sí está interesado de forma general en la religión. En enero de 2017, subiría una foto de sí mismo orando en una mezquita de Dubái; la imagen generaría reacciones antimusulmanas contra él en las redes sociales.